# لویزا یوتا
لویزا مارکس (پس از ازدواج: لویزا یوتا؛ ۱۴ نوامبر ۱۸۱۴ – ۳ ژوئیه ۱۸۹۳) فرزند هاینریش مارکس و خواهر کوچک‌تر کارل مارکس بود که در شهر تری‌یر پروس زاده شد. او به همراه همسر خود جان کارل یوتا تا آخر عمر به نشر و فروش کتاب مشغول بود.